# Ulisse era un fico
Ulisse era un fico è un libro scritto da Luciano De Crescenzo e pubblicato dalla Mondadori nel 2010.

## Trama
Come ha già fatto nella maggior parte dei suoi romanzi precedenti, De Crescenzo analizza la figura degli eroi e degli dei greci. Dai misfatti di Prometeo agli amori finiti male di Teseo e Arianna, dai tradimenti di Zeus alla scoperta delle vere cause della guerra di Troia, l'autore arriverà a descrivere il suo personaggio preferito: Ulisse.
Di quest'eroe, De Crescenzo analizza sia i pregi riconoscendolo vero eroe dell'Odissea e dell'Iliade dato che è il più intelligente di tutti, ma anche grande imbroglione e traditore della fedeltà della sposa Penelope.
Per rendere ancora più accattivante il racconto, l'autore come sempre fa molti confronti tra questi personaggi e quelli della nostra società moderna.

## Capitoli
- DEI
  - Il mito di Narciso
  - Orfeo
  - Amore e Psiche
  - Prometeo
  - Dioniso
  - Afrodite
  - Zeus ed Era
- EROI
  - Teseo
  - Paride
  - Ettore
  - Achille
- ULISSE
  - Il cavallo di Troia
  - Polifemo
  - Circe
  - Le Sirene
  - Il ritorno ad Itaca e Argo
  - Penelope

## DEI

### Il mito di Narciso

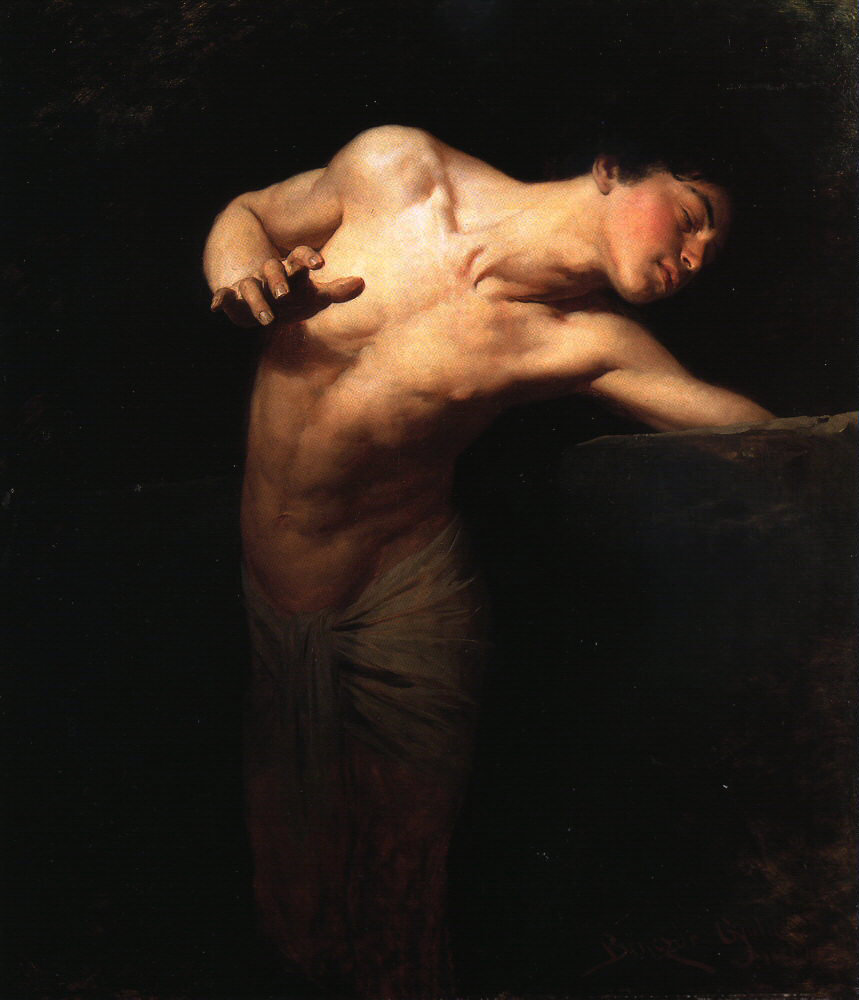
Narciso si vede riflesso nello stagno

Narciso è un giovane di straordinaria bellezza nato da una ninfa e dal fiume Cefiso. La madre, essendo ancora egli un infante, interrogò l'indovino Tiresia, chiedendogli quanto avrebbe vissuto il ragazzo e l'uomo ripose che sarebbe vissuto fino a quando non si sarebbe visto in volto.
La ninfa fa di tutto per impedirlo, ma il ragazzo, essendo anche scorbutico e amante solo delle sue prodezze, un giorno si scontra prima con la dea Eco e poi si vede riflesso in uno specchio d'acqua. Subito Narciso s'innamora del suo ritratto alla follia. Essendo il suo amore condannato ed impossibile da realizzare, Narciso si trafigge disperato.

### Il mito di Orfeo
Orfeo è un giovane e bel ragazzo che ha l'arte di incantare qualsiasi cosa, perfino senza vita come le pietre o le montagne, con la dolce musica della sua lira.
Egli è famoso in tutta la Grecia e presto le pretendenti non tarderanno a farsi aventi per sposarlo. Ma Orfeo tra le tante fanciulle sceglie la soave e mite Euridice che però muore subito dopo le nozze a causa del morso velenoso di un serpente. L'anima della sventurata vola nell'Oltretomba, la casa dell'oscuro Ade e Orfeo è disperato. Tuttavia decide di scendere negli Inferi per riprendersi la sua amata sposa e con il suo canto riesce ad addolcire sia il nocchiero Caronte che il cane a tre teste Cerbero, il guardiano dell'inferno messo da Ade.
Quando Orfeo si presenta da Ade e la sposa Persefone, i due sovrani rimangono stupiti e abbagliati dalle doti del mortale e così il dio decide di premiare il cantore restituendogli l'anima della sposa a patto che questi le si rivolga solo dopo usciti dagli oscuri meandri dell'Oltretomba.
Orfeo obbedisce e il fantasma di Euridice lo segue, ma la tentazione è troppo forte e lo sposo si gira per vedere un'ultima volta la sua cara amata. Senza più voglia di vivere Orfeo si aggira disperato per le vie della sua città, rifiutando la mano di qualunque ragazza, allora le donne infuriate decidono di tendergli un agguato e di ucciderlo, per poi decapitarlo.

### Il mito di Amore e Psiche
La dea Venere scatena violenze su una città greca per la bellezza straordinaria di una fanciulla di nome Psiche. I cittadini allora decidono di sacrificarla per ingraziarsi la divinità, offrendola in sposa ad un uomo brutto e deforme. Ma di notte, mentre la ragazza aspetta la sua sorte piangente su un'altura, scende dal cielo il dio Amore (ovvero "Eros") per salvarla, innamorato della sua immacolata bellezza.
Questi porta la ragazza nel suo splendido palazzo d'oro e passa intere notti d'amore intenso con Psiche, raccomandandole però di non guardarlo mai in faccia altrimenti lei sarebbe tornata alle sue misere condizioni.
Psiche promette ciò al suo amante, ma una sera, vinta dalla curiosità si avvicina con una candela al volto di Amore e inavvertitamente fa cadere una goccia di cera fusa sulla sua spalla. Il dio si sveglia e vola via per sempre.
Psiche ora è veramente nei guai perché ritorna magicamente sulla Terra e per di più scopre che le sue sorelle stanno tramando contro di lei per andare a letto con Amore.
Solo un aiuto divino può salvare Psiche e alla fine sarà proprio Venere, la dea che tanto voleva vederla morta, ad aiutarla, facendole superare quattro dure prove per riavere per sé il suo Amore. Quest'ultima consiste nell'entrare negli Inferi e di chiedere a Proserpina un po' della sua bellezza per consegnarla a Venere; ma la pozione è in realtà un veleno. Infatti la ragazza, risalita dall'Oltretomba, l'apre per rubarne un po' e cade a terra priva di sensi. Amore riesce a liberarsi dalla gabbia ove lo aveva rinchiuso la madre e soccorre Psiche, facendola guarire da Zeus e poi sposarla in tutta tranquillità.

### Prometeo

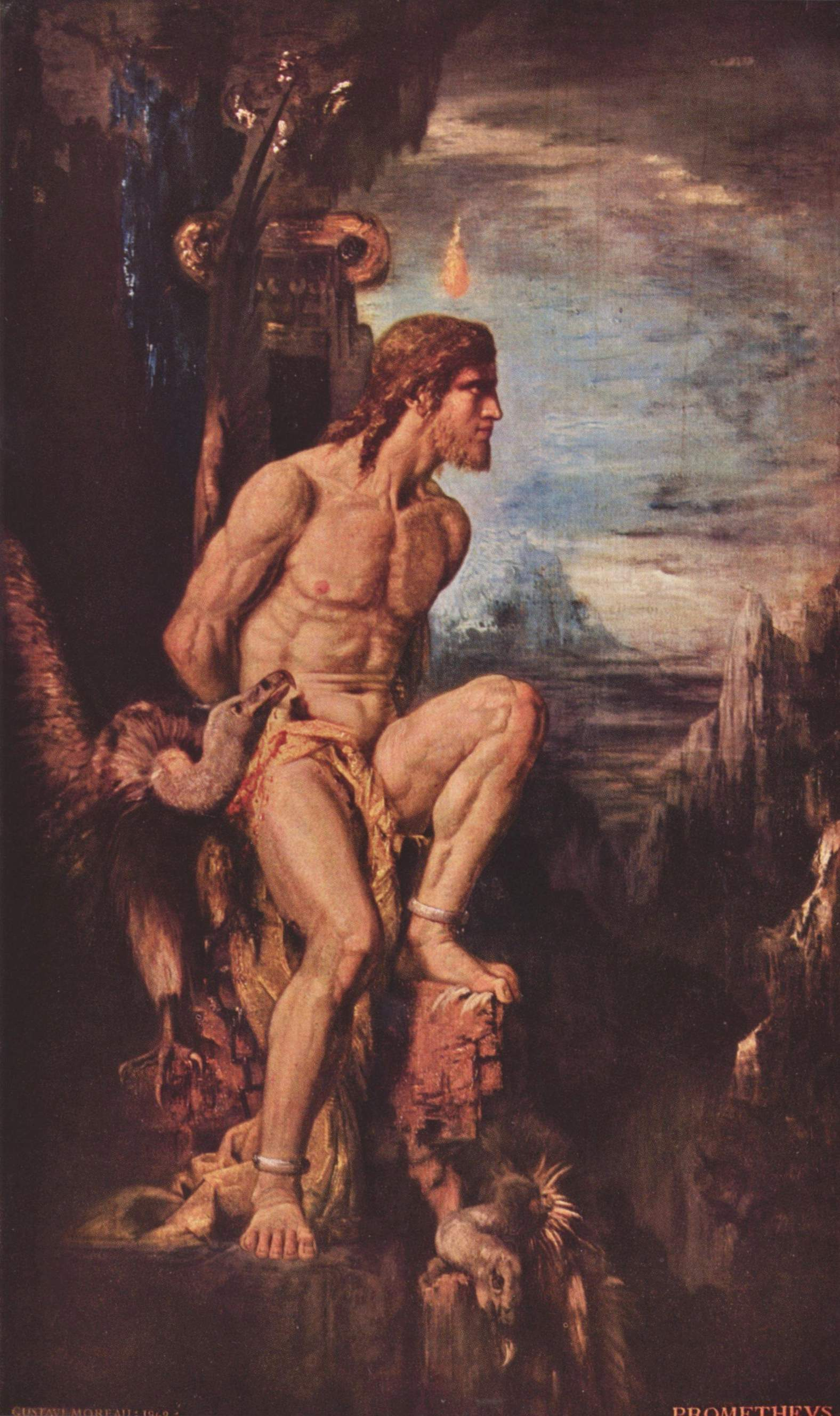
Prometeo incatenato, dipinto di Gustave Moreau (1868)

Prometeo è un titano, il primo custode dell'umanità creato da Zeus a sua immagine e somiglianza assieme al fratello Epimeteo. Da essi è nata la stirpe degli uomini, tuttavia priva di poteri. Mentre tutti gli altri animali possedevano una qualità, donatagli da Epimeteo sotto ordine degli dei, il titano si era dimenticato di darne qualcuno all'uomo, troppo spaurito per farsi aventi.
Ebbene Prometeo decide di fare qualcosa: rubare un po' del fuoco per far sì che l'uomo potesse almeno riscaldarsi e cuocere le carni.
Prometeo riesce nell'impresa, ma Zeus scopre tutto e lo incatena. Infatti Prometeo già aveva avuto altri disguidi col padre degli dei, ad esempio rubava già nell'Olimpo per i suoi beniamini e una volta aveva addirittura sostituito la carne di un animale, squartato per un sacrificio, con le ossa e il grasso.
Quindi ora prometeo è condannato ad essere incatenato mani e piedi ad una rupe e per di più tormentato da un'aquila che gli divora il fegato ogni giorno, per poi ricominciare il lavoro il dì oltre, dopo la ricrescita notturna dell'organo.

### Dioniso

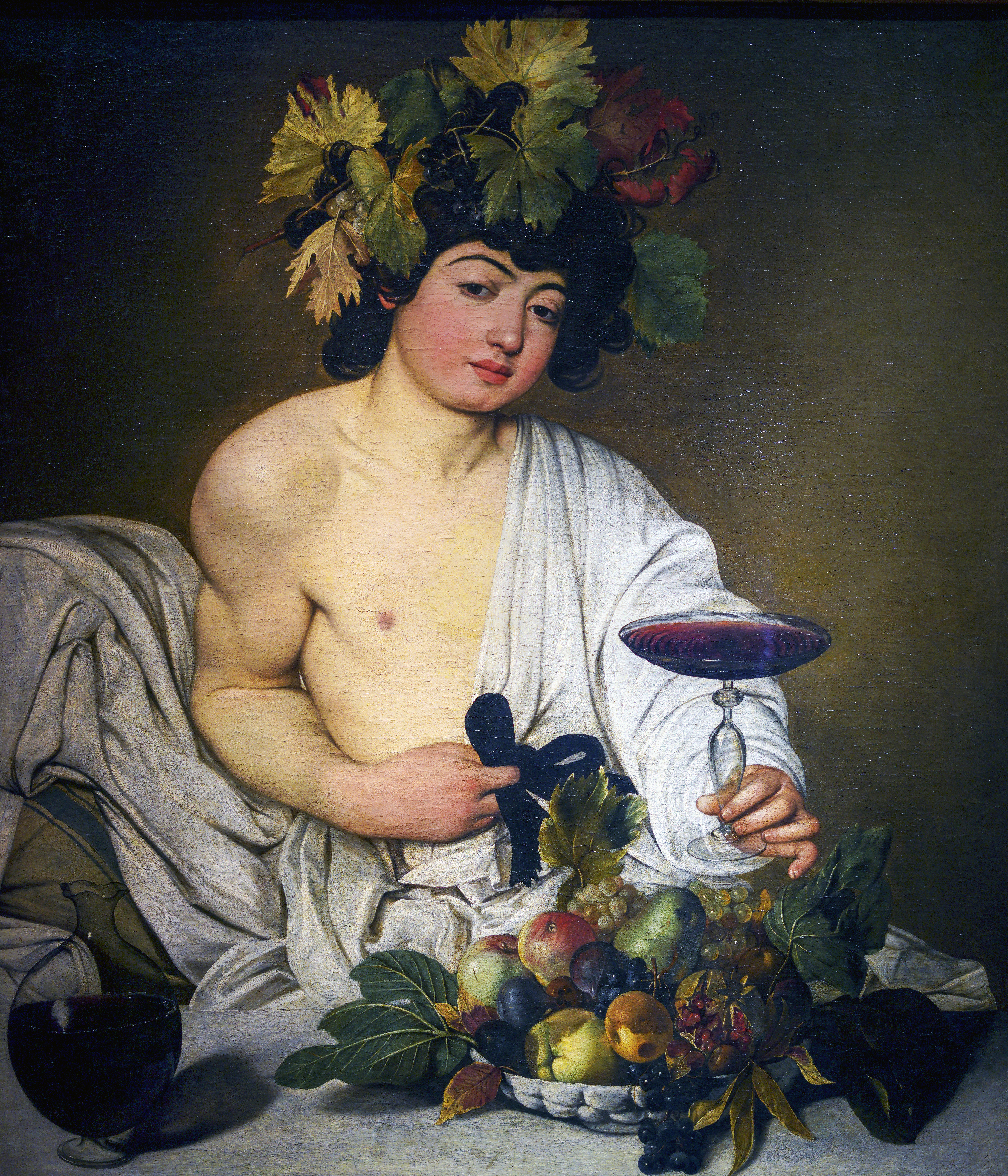
Dioniso dipinto da Michelangelo Merisi, detto "Caravaggio"

Il dio Dioniso è la più particolare delle divinità, perché ha due volti: quello della felicità e del divertimento, mentre l'altro include la follia e la furia.
Nacque dall'amore di Zeus con una mortale. Questa, chiedendo di vedere il marito in volto, rimase folgorata e il feto fu cucito da Zeus nella coscia. Alla nascita del piccolo i Titani lo hanno fatto a pezzi, ricomposti in un secondo momento dalla dea Rea, madre di Zeus, riportando Dioniso alla vita. Da giovane il ragazzo ha scoperto la bevanda alcolica del vino, spremendo dei chicchi d'uva, e da allora è nato il suo mito e quello delle Baccanti, donne con sembianze di satiro che lo seguono in tutte le sue orge.

### Afrodite
Afrodite è nata dai genitali di Urano, bisnonno di Zeus, gettati in mare da Crono. La ragazza simboleggia l'amore e a bellezza, ma anche il tradimento. Infatti De Crescenzo cita molti dei suoi accoppiamenti clandestini con gli altri dei e mortali, escludendo unicamente Zeus, il Padre degli Dei. Il più famoso tradimento ricordato da De Crescenzo è quello fatto dalla dea con Ares, dio della guerra e della violenza, col quale è rimasta intrappolata in una rete d'oro costruita appositamente dal marito cornificato Efesto per cogliere in flagrante la coppia.

### Zeus ed Era
A causa dei numerosi tradimenti del Padre degli Dei, la coppia Zeus/Era ha passato nella mitologia greca sempre brutti momenti caratterizzati da litigi, sfuriate e vendette da parte della coniuge. De Crescenzo ne cita alcuni dei più famosi.

## EROI

### Teseo

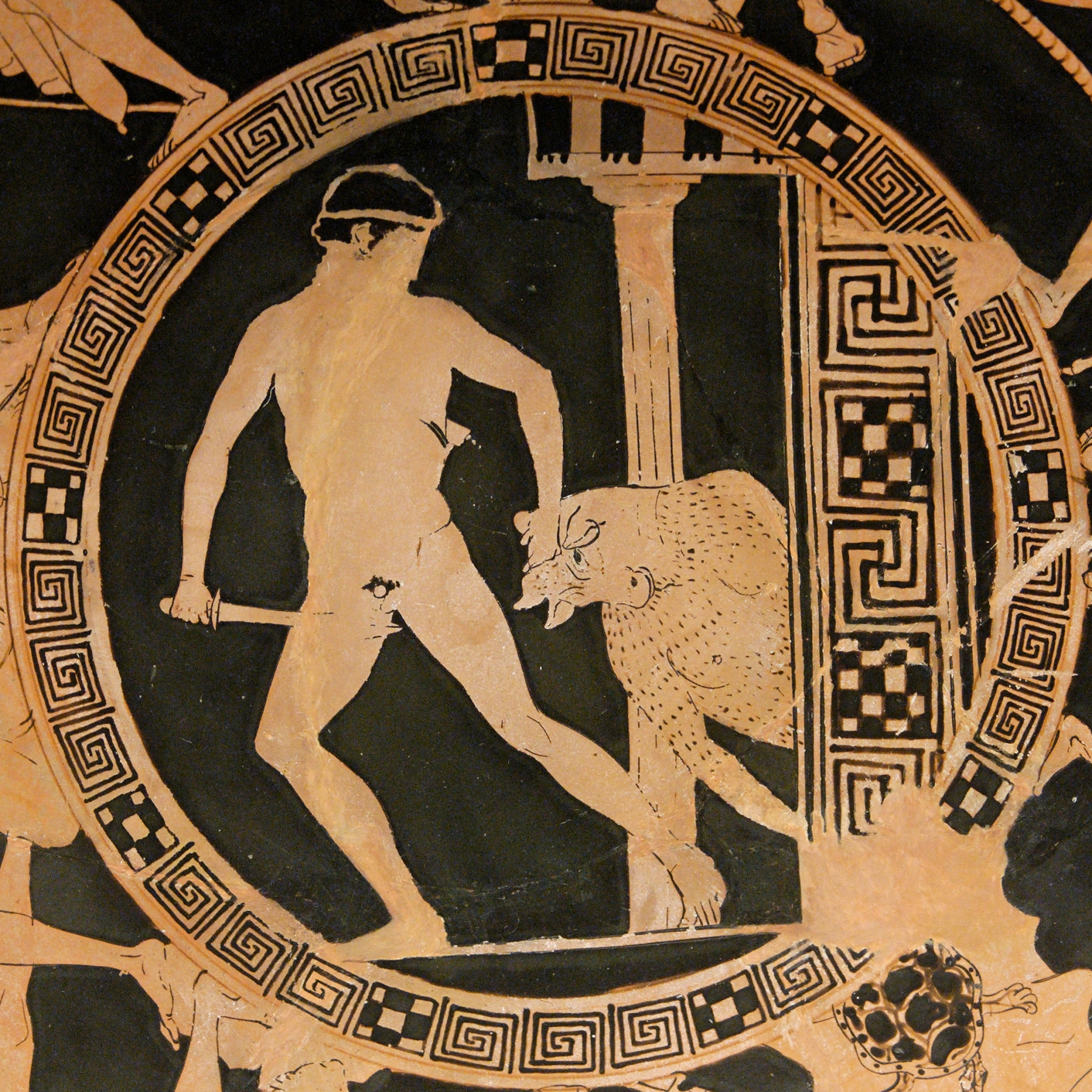
Teseo uccide il Minotauro

Teseo è considerato da De Crescenzo uno dei più importanti e intelligenti degli eroi greci, fondatore della politica a caste e dei primi giochi olimpici. Dopo essere stato riconosciuto dal padre Egeo grazie al possesso di una spada, messa sotto un masso parecchi anni prima dal genitore, Teseo parte per Creta con scopo di uccidere il Minotauro, mostruosa creatura nata dall'unione abominevole della moglie di Minosse con un toro del pascolo.
Quindi l'eroe viene a sapere che nell'isola di Creta il re Minosse preleva dalla Grecia un gruppo di giovani maschi e femmine per darli in pasto al suo figlio disgraziato: il Minotauro. Questi è un essere metà uomo e metà toro, rinchiuso in un grande labirinto costruito da Dedalo e Icaro.
Teseo parte con un gruppo di compagni per ucciderlo, arrivato si reca a palazzo dove incontra la bellissima principessa Arianna che lo aiuta nell'impresa: lei gli dona un gomitolo di lana in modo che l'ero possa trovare la via del ritorno nel labirinto, senza perdersi.
Infatti il trucco riesce: Teseo dopo un po' nel labirinto trova alcuni cadaveri dei suoi compagni e infine la mostruosa bestia che uccide con un colpo di spada ben assestato. Infine l'eroe ritorna verso la Grecia portandosi con sé Arianna che ben presto abbandona, mentre lei dorme, nell'isola abitata dal dio Dioniso.
Tuttavia il fato si vendica contro Teseo: questi si dimentica di issare la vela bianca, simbolo della vittoria e lascia quella nera, segno della sua morte e il padre, vedendo la barca ritornare, si lascia cadere in mare da una rupe.

### Paride

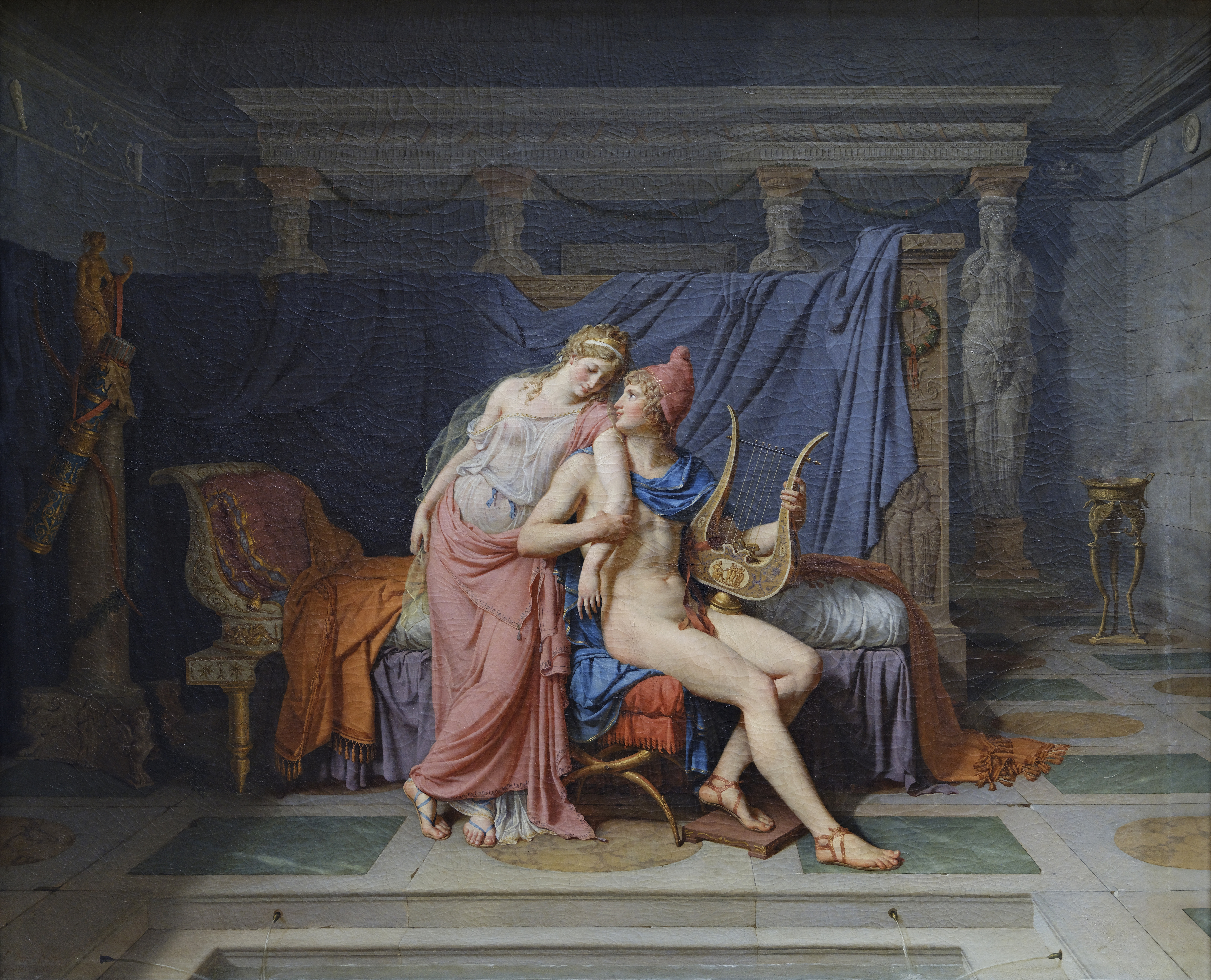
Elena e Paride, dipinto di Jacques-Louis David

Paride è il famoso artefice della guerra di Troia. Per causa sua la città tanto amata è caduta preda delle incursioni degli Achei, con il rapimento e lo sposalizio di Elena, la favolosa e meravigliosa sposa del re spartano Menelao, fratello di Agamennone.
In origine la dea della Discordia Eris giunse sull'Olimpo per assistere al matrimonio tra Peleo e Tetide, madre futura di Achille. Giunta, la dea fa rotolare sulla tavola imbandita una mela con scritto "Alla più bella" (Kalliste) e così si accende una feroce disputa tra Afrodite, Era e Atena. Zeus allora per togliersi dall'impiccio, decide di far chiamare Paride come giudice da Ermes.
Sulle montagne, Paride sta pascolando allegramente le pecore, quando giungono le tre dee in abiti sfavillanti e invitano il giovane a decidere chi è la più bella, promettendogli vari doni.
Era gli propone di farlo diventare padrone dell'Asia, Atena gli comunica di donargli tutta la saggezza del mondo, e per ultimo Afrodite gli promette la bellezza eterna e la mano di Elena. Paride non ci pensa due volte e accetta l'ultima proposta, scatenando le ire e le ingiurie più terribili delle altre due.

### Ettore
Ettore per De Crescenzo è il vero modello dell'eroe da osservare: è sposato e con un figlio, ama la patria e fa di tutto per difenderla, al contrario del bellimbusto Paride che, sposata Elena, se ne sta a far l'amore con lei negli appartamenti reali.
Morto per mano sua Patroclo, miglior amico e amante di Achille, Ettore, sebbene consapevole della sua triste sorte, decide di non fuggire dentro le mura della città quando Achille infuriato riprende le armi e comincia a fare una carneficina dei nemici. Achille insegue Ettore per tre volte le mura di Troia e alla fine la dea Atena, sotto le sembianze di Deifobo (futuro sposo di Elena, dopo la morte di Paride per mano di Filottete) invita Ettore a fermarsi e a colpire l'eroe che, tuttavia riesce a schivare la lancia e a colpire alla gola l'eroe.

### Achille

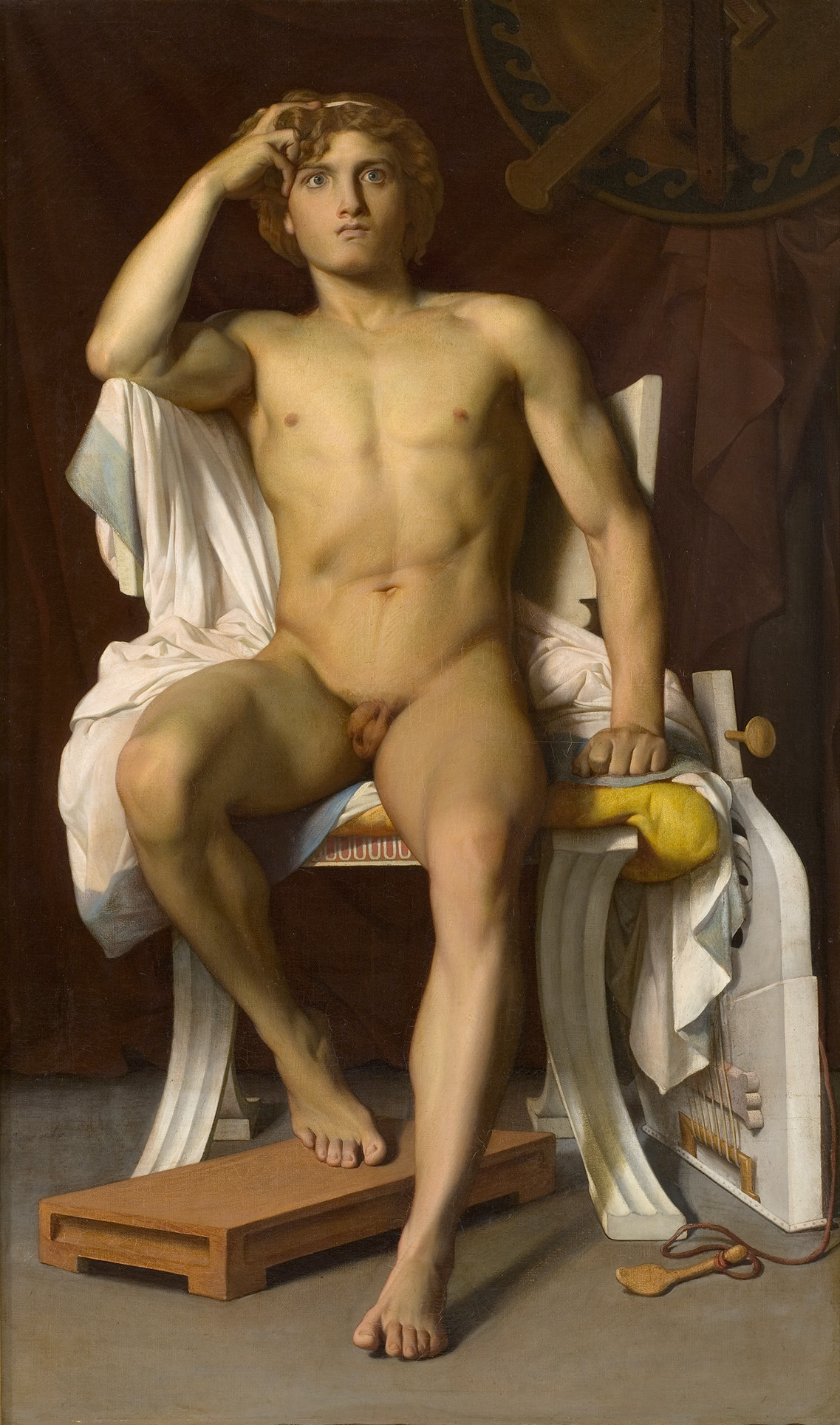
La furia di Achille, di François-Léon Benouville (1821–1859) (Museo Fabre)

Achille è da considerarsi il più forte, violento e valoroso degli eroi greci, sempre di carattere burrascoso e facilmente irritabile, ma anche amante della poesia e del canto.
Ucciso il povero Ettore, egli gli lega i piedi alla biga e se lo trascina per il campo, sia acheo che troiano, dopo aver sacrificato sulla tomba di Patroclo alcuni giovanissimi troiani catturati in battaglia.
Qualche notte dopo, mentre Leonte e Gemonide (i protagonisti del romanzo, sempre scritto da De Crescenzo, Elena, Elena, amore mio) stanno bevendo alla taverna, ascoltando le chiacchiere e le imprecazioni di Tersite contro gli eroi e in particolare Achille, il vecchio re troiano Priamo giunge nell'accampamento per reclamare dall'eroe il corpo del figlio ucciso. Sulle prime Achille rifiuta ma poi, commosso dalle suppliche del re piangente, decide di ripensarci.

## ULISSE

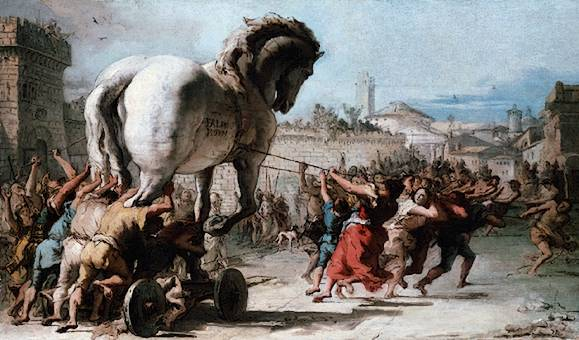
Giovanni Domenico Tiepolo, Processione del Cavallo di Troia (1773)

### Il cavallo di Troia
Giunti al decimo anno della guerra, i greci non ne possono più: la scusa di Menelao di riprendersi la sposa non regge più e i soldati (e anche Agamennone) vogliono tornarsene a casa per riabbracciare le famiglie. Così l'eroe più astuto di tutti Ulisse pensa di costruire un grande cavallo di legno, con l'aiuto del falegname Epeo, che possa contenere un buon numero di valorosi per entrare in città e allo stesso tempo di far allontanare dietro un'isoletta vicina il resto dell'armata achea.
Avviene la costruzione che viene lasciata sulle rive del mare con un'iscrizione dedicata alla dea Atena. I troiani si recano a vedere il colosso, ma non sanno se bruciarlo o portarlo in città per onorare la dea. Quando il sacerdote Laocoonte impreca gridando che il cavallo è un piano ordito da Ulisse per ingannare i troiani e la profetessa Cassandra urla che il mostro di legno vomiterà demoni nemici, Priamo i troiani decidono di lasciarli perdere e di portare il cavallo in città, distruggendo gran parte dell'arco delle Porte Scee per far entrare la costruzione.
Quella notte i greci escono dal ventre del cavallo, facendo segnale alle navi in mare di avvicinarsi e si danno all'assedio più sfrenato, spazzando via Troia una volta per tutte.

### Polifemo
Polifemo è un ciclope dotato di un unico occhio e guardiano dell'isola di Ogigia. Durante il racconto alla festa dei Feaci, Ulisse narra di essere sbarcato sull'isola e di essere entrato nella sua enorme caverna. Dentro vi erano sacchi giganti di ricotta, di formaggio e asce e accette. Mentre gli eroi sono ancora dentro giunge Polifemo che li imprigiona nella grotta. Ulisse chiede al mostro di osservare le leggi dell'ospitalità ma questi come risposta gli mangia due compagni. Ulisse allora medita la vendetta e fa costruire dai compagni, mentre Polifemo è fuori a pascolare le capre, un enorme tronco la cui punta potesse accecare l'orbita del mostro. E così avviene: Ulisse arroventa il tronco, dopo aver fatto addormentare Polifemo con del vino, e trafigge l'orbita. Polifemo, urlante dal dolore, apre la pietra che funge da porta alla caverna e fa uscire le capre, sotto le quali si nascondono gli eroi. Dopodiché, essendo stato inutile il grido del ciclope per richiamare i propri compagni, avendogli detto Ulisse di chiamarsi "Nessuno", Polifemo si mette a gettare pietre colossali sul mare per affondare la nave greca, senza riuscirci, mentre Ulisse si fa beffe di lui.

### Circe
La nave di Ulisse approda su un'isoletta dove vive la maga Circe. Questa richiama gran parte dei suoi compagni nella sua casa e con un incantesimo li trasforma in maiali. L'eroe giunge anch'egli nella casa, ben protetto dalla dea Atena in modo che la maga non possa compiere su di lui i suoi perfidi incantesimi. Quindi Circe decide di farselo amante e, passato molto tempo, tra feste e orge con i suoi amici e la maga stessa, Ulisse un giorno decide di ripartire, ma prima si fa dare dalla maga dei consigli riguardo ai prossimi pericoli.

### Le Sirene
Ulisse, passate alcune isole, s'imbatte nella terra delle Sirene, esseri, secondo il parere di molti scrittori, con metà corpo di uccello e testa di donna o con le gambe a forma di pinna e il torace e il volto di bellissime fanciulle. L'eroe sa che il loro canto è come una droga che annebbia la mente e che fa affogare o schiantare sugli scogli i marinai, perciò ordina che i compagni si tappino le orecchie con la cera fusa per non sentire e che lui venga legato all'albero maestro per sentirne il canto melodioso, ma resistervi.

### Il ritorno ad Itaca e il cane Argo

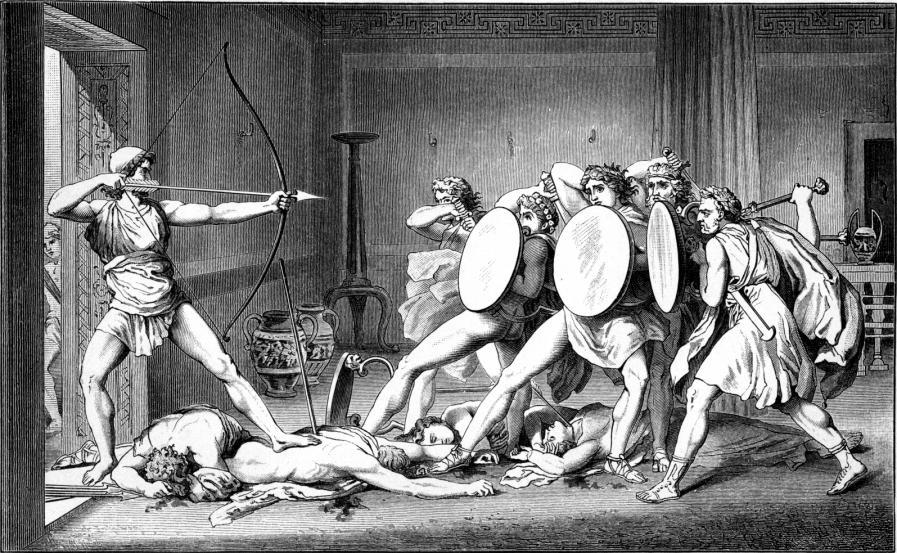
Ulisse uccide i Proci, illustrazione del 1882

Ulisse, dopo tante avventure tra le quali il passaggio tra i mostri Scilla e Cariddi (il primo un mostro con tantissime braccia e gambe a forma di testa di cane e il secondo un vortice che ingoia migliaia di litri d'acqua per poi risputarli fuori con un getto fortissimo) attraverso l'odierno Stretto di Messina, giunge finalmente ad Itaca, l'amata isola di cui è il re.
La previdente Atena consiglia all'eroe di non farsi riconoscere e di camuffarsi da mendicante, dato che un gruppo di nobili approfittatori chiamati Proci gozzoviglia da anni nella sua dimora in attesa che la fedele Penelope, fedele moglie di Ulisse, si decida a sposare uno di loro.
Anche il figlio Telemaco è in pericolo a causa di non pochi agguati orditi dai Proci. Ulisse si rifugia nella casa dei suo guardiano di porci e attende pazientemente l'occasione di entrare nella reggia. A Itaca quasi tutto è cambiato e nessuno lo riconosce eccetto il fedele cane, ormai morente, Argo.

### Penelope
La povera Penelope non ce la fa più a sopportare la presenza invadente dei Proci. Infatti per tardare le nozze ha messo in giro la voce che deve tessere per il suocero Laerte una preziosa tela, che distrugge ogni notte. Ma ora il segreto è stato rivelato da una schiava infedele e ormai la sposa non ha più alternative. Intanto il mendico Ulisse si è introdotto nella casa e si è confidato sia col figlio che con la nutrice Ecuba, che lo ha riconosciuto grazie ad una ferita giovanile. Ora Ulisse può finalmente vendicarsi quando Penelope dichiara che il vincitore della gara con l'arco sarà il suo sposo. Tutti i Proci provano ad allentare il corno dell'arco di Ulisse, ma senza riuscirci. Allora giunge il mendicante chiedendo di usare l'arco non per sposare Penelope, ma solo per vincere; così in un lampo manovra abilmente l'arco e scocca la freccia, centrando il bersaglio. A questo punto l'eroe si smaschera e comincia a uccidere tutti gli uomini e le ancelle che gli capitano a tiro, aiutato dal guardiano, da Telemaco e da Atena. Finita la carneficina, Ulisse chiede di andare a letto con Penelope, unica a non riconoscerlo ancora, e dopo aver rivelato il segreto del talamo nuziale, costruito nel tronco di un grande albero e che aveva fatto apposta per darci dentro, gli si concede baciandolo (e non solo...) appassionatamente.